# Zmarli w lipcu 2014

## Lipiec 2014
- 31 lipca
  - Franciszek Gąsienica Groń – polski narciarz, pierwszy polski medalista zimowych igrzysk olimpijskich[1]
  - Kenny Ireland – szkocki aktor i reżyser teatralny[2]
- 30 lipca
  - Robert Drew – amerykański reżyser, dokumentalista[3]
  - Harun Farocki – niemiecki reżyser filmowy[4]
  - Julio Grondona – argentyński działacz sportowy[5]
  - Dick Smith – amerykański charakteryzator filmowy, laureat Oscara za pracę przy filmie Amadeusz[6]
  - Dick Wagner – amerykański gitarzysta rockowy, kompozytor i autor piosenek[7]
- 29 lipca
  - Sheik Humarr Khan – sierraleoński lekarz, wirusolog, specjalista w zakresie wirusowych gorączek krwotocznych[8]
  - Péter Kiss – węgierski polityk, minister[9]
  - Idris Muhammad – amerykański perkusista jazzowy[10]
- 28 lipca
  - Alex Forbes – szkocki piłkarz[11]
  - Theodore Van Kirk – amerykański major, nawigator Sił Powietrznych Armii Stanów Zjednoczonych, członek załogi samolotu Enola Gay[12]
  - Torrin Lawrence – amerykański lekkoatleta, sprinter[13]
  - Yvette Lebon – francuska aktorka[14]
  - Stanisław Manturzewski – polski socjolog i reżyser filmów dokumentalnych[15]
  - James Shigeta – amerykański aktor[16]
  - Witold Wenclewski – polski piłkarz[17]
- 27 lipca
  - Wallace Jones – amerykański koszykarz[18]
  - Francesco Marchisano – włoski duchowny katolicki, kardynał[19]
- 26 lipca
  - Ołeh Babajew – ukraiński polityk, przedsiębiorca, działacz sportowy[20]
  - Christine Oddy – brytyjska polityk i prawnik, eurodeputowana III i IV kadencji (1989–1999)[21]
  - Roland Verhavert – belgijski reżyser filmowy[22]
- 25 lipca
  - Janusz Beksiak – polski ekonomista[23]
  - Carlo Bergonzi – włoski śpiewak operowy (tenor)[24]
  - Eugeniusz Kraj – polski działacz samorządowy, polityczny i społeczny[25]
- 24 lipca
  - Władysław Sidorowicz – polski lekarz, psychiatra, polityk, senator RP, minister zdrowia[26]
  - Piotr Stefański – polityk i dziennikarz, wicemarszałek Sejmu VII i VIII kadencji (1976–1985), członek Rady Państwa (1985–1989)[27]
- 23 lipca
  - Dora Bryan – brytyjska aktorka[28]
  - Robert Newhouse – amerykański futbolista[29]
- 22 lipca
  - Johann Breyer – funkcjonariusz Waffen-SS z czasów II wojny światowej pełniący funkcję strażnika w KL Auschwitz-Birkenau i KL Buchenwald[30]
  - Morris Stevenson – szkocki piłkarz[31]
  - Bronisław Szajna – polski agronom, poseł na Sejm PRL[32]
- 21 lipca
  - Robert Donnelly – amerykański duchowny katolicki, biskup Toledo[33]
  - Hans-Peter Kaul – niemiecki prawnik[34]
- 20 lipca
  - Álex Angulo – hiszpański aktor[35]
  - Jan Hennel – polski specjalista w zakresie elektroniki, prof. dr inż. nauk technicznych[36]
- 19 lipca
  - Skye McCole Bartusiak – amerykańska aktorka[37]
  - Iring Fetscher – niemiecki politolog[38]
  - Lionel Ferbos – amerykański trębacz jazzowy[39]
  - James Garner – amerykański aktor[40]
  - Peter Marquardt – amerykański aktor[41]
- 18 lipca
  - Andreas Biermann – niemiecki piłkarz[42]
  - Wojciech Walosiński – polski adwokat i działacz samorządu adwokackiego, uczestnik powstania warszawskiego[43]
- 17 lipca
  - Ian Moutray – australijski rugbysta[44]
  - Otto Piene – niemiecki artysta[45]
  - Elaine Stritch – amerykańska aktorka i piosenkarka[46]

W katastrofie lotu Malaysia Airlines 17 zginęli między innymi:
- Liam Davison – australijski powieściopisarz
- Shuba Jay – malezyjska aktorka pochodzenia tamilskiego
- Pim de Kuijer – holenderski publicysta i działacz polityczny
- Joep Lange – holenderski badacz kliniczny specjalizujący się w terapii HIV, prezes Międzynarodowego Towarzystwa AIDS w latach 2002–2004
- Lucie van Mens – holenderska działaczka na rzecz walki z AIDS i profilaktyki chorób przenoszonych drogą płciową
- Martine de Schutter – holenderska działaczka na rzecz walki z AIDS
- Willem Witteveen – holenderski prawnik i polityk, deputowany Eerste Kamer

- 16 lipca
  - Karl Albrecht – niemiecki przedsiębiorca, współzałożyciel i właściciel sieci marketów spożywczych Aldi[54]
  - Tom Rolf – amerykański montażysta, zdobywca Oscara za „najlepszy montaż” filmu Pierwszy krok w kosmos[55]
  - Palle Simonsen – duński polityk i menedżer, deputowany, minister spraw spolecznych (1982–1984) i finansów (1984–1989)
  - Szymon Szurmiej – polski aktor i reżyser teatralny[56]
  - Manfred Wekwerth – niemiecki reżyser teatralny[57]
  - Johnny Winter – amerykański gitarzysta i wokalista bluesowy[58]
  - Heinz Zemanek – austriacki konstruktor, pionier komputeryzacji[59]
- 15 lipca
  - James MacGregor Burns – amerykański biograf i politolog, laureat nagrody Pulitzera[60]
  - Robert A. Roe – amerykański polityk, demokrata[61]
- 14 lipca
  - Alice Coachman – amerykańska lekkoatletka, mistrzyni olimpijska w skoku wzwyż[62]
  - Guillermo Leaden – argentyński duchowny katolicki, biskup Buenos Aires[63]
  - Horacio Troche – urugwajski piłkarz[64]
- 13 lipca
  - Thomas Berger – amerykański pisarz[65]
  - Nadine Gordimer – południowoafrykańska pisarka, laureatka literackiej Nagrody Nobla w 1991[66]
  - Michał Kamiński – polski działacz kombatancki, kawaler Orderu Virtuti Militari[67]
  - Werner Lueg – niemiecki lekkoatleta, medalista olimpijski[68]
  - Lorin Maazel – amerykański dyrygent, kompozytor i skrzypek[69]
- 12 lipca
  - Emil Bobu – rumuński polityk komunistyczny[70]
  - Red Klotz – amerykański koszykarz i trener[71]
  - Walerija Nowodworska – rosyjska dysydentka, opozycjonistka i publicystka, współzałożycielka partii Sojusz Demokratyczny[72]
  - Artur Starewicz – polski działacz komunistyczny, poseł na Sejm PRL II, III, IV i V kadencji, ambasador[73]
- 11 lipca
  - Howard Cooke – jamajski polityk, gubernator generalny Jamajki[74]
  - Charlie Haden – amerykański kontrabasista jazzowy[75]
  - Henryk Król – polski ekonomista[76]
  - Ray Lonnen – angielski aktor[77]
  - Tommy Ramone – amerykański muzyk rockowy, współzałożyciel i perkusista grupy Ramones[78]
  - Randall Stout – amerykański architekt[79]
- 10 lipca
  - Zohra Sehgal – indyjska aktorka i tancerka[80]
- 8 lipca
  - Marek Michel, polski podróżnik i motocyklista[81]
- 7 lipca
  - Alfredo Di Stéfano – argentyński piłkarz i trener piłkarski[82]
  - Dick Jones – amerykański aktor[83]
  - Francisco Gabica – hiszpański kolarz szosowy[84]
  - Jon Pyong-ho – północnokoreański polityk i generał, deputowany, członek Komitetu Centralnego Partii Pracy Korei[85]
  - Leszek Opioła – polski fotograf, reżyser, animator muzyczny[86]
  - Michael Scudamore – brytyjski dżokej[87]
  - Eduard Szewardnadze – gruziński polityk, minister spraw zagranicznych ZSRR, prezydent Gruzji w latach 1992–2003[88]
- 6 lipca
  - Benedito de Assis da Silva – brazylijski piłkarz[89]
  - Henryk Tchórzewski – polski lekarz, specjalista w zakresie chorób wewnętrznych i immunologii klinicznej[90]
- 5 lipca
  - Stefan Burczyk – polski aktor[91]
  - Rosemary Murphy – amerykańska aktorka[92]
  - Kathy Stobart – brytyjska saksofonistka jazzowa[93]
  - Włodzimierz (Sabodan) – zwierzchnik Ukraińskiego Kościoła Prawosławnego Patriarchatu Moskiewskiego w latach 1992-2014[94]
  - Kazimierz Winkler – polski literat, poeta, autor tekstów piosenek i rysownik[95]
- 3 lipca
  - Volkmar Groß – niemiecki piłkarz[96]
  - Annik Honoré – belgijska dziennikarka, promotorka muzyczna, założycielka wytwórni muzycznych, muza Iana Curtisa[97]
- 2 lipca
  - Errie Ball – amerykański golfista pochodzenia walijskiego[98]
  - Chad Brown – amerykański pokerzysta, aktor i komentator[99]
  - Janusz Kondratowicz – polski poeta, satyryk, autor tekstów piosenek, dziennikarz[100]
  - Jerzy Lewczyński – polski fotograf[101]
  - Emilio Álvarez Montalván – nikaraguański okulista, minister spraw zagranicznych[102]
  - Louis Zamperini – amerykański lekkoatleta pochodzenia włoskiego, biegacz długodystansowy, uczestnik II wojny światowej[103]
- 1 lipca
  - Umaru Dikko – nigeryjski polityk, minister transportu Nigerii w latach 1979–1983[104]
  - Anatolij Kornukow – rosyjski wojskowy, generał[105]
  - Walter Dean Myers – amerykański pisarz, autor książek dla dzieci i młodzieży[106]
  - Tibor Rafael – słowacki bokser[107]
  - Barbara Rejduch – polski zootechnik, prof. dr hab. inż.[108]
  - Peter Schöngen – niemiecki piłkarz[109]
  - Leszek Werner – polski organista, profesor Akademii Muzycznej w Krakowie[110]